# الاعتداء الجنسي في هوليود

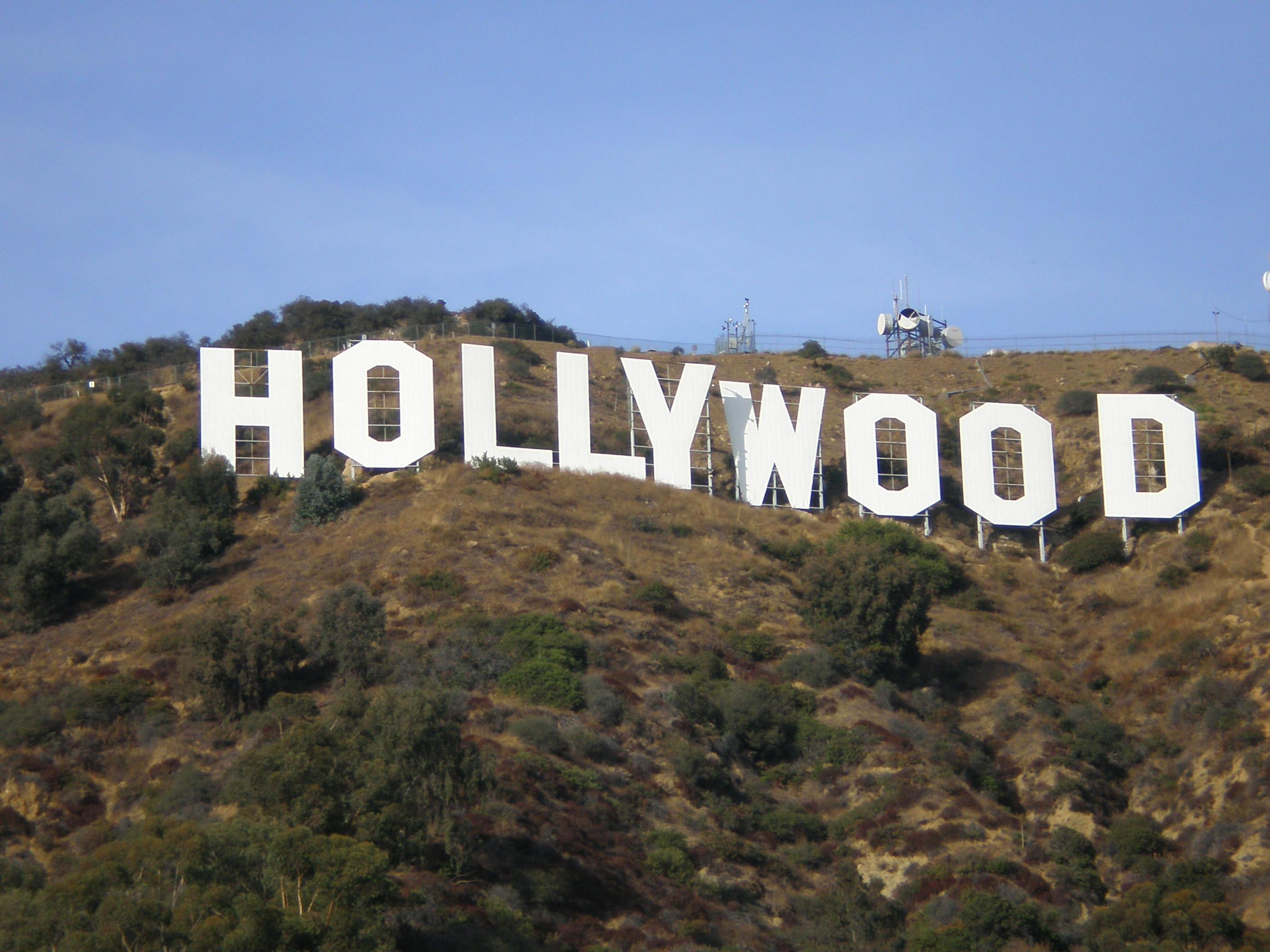
علامة هوليوود. تعتبر هوليوود في كثير من الأحيان رمزا لصناعة السينما الأمريكية

هناك حالات واتهامات بـالاعتداء الجنسي في هوليوود، وهو حي بمدينة لوس أنجلوس، كاليفورنيا، المعروف ببيت صناعة السينما في الولايات المتحدة الأمريكية، تم الإبلاغ عنها ضد أشخاص ذو صلة بالوسط السينمائي. منذ تأسيس أول استديو لصناعة الأفلام في 1911، أصبحت هوليوود مكاناً رمزياً لتطور السينما العالمية.
ترجع الاتهامات بالاعتداء الجنسي في مجال صناعة السينما إلى عام 1921، ازدادت قوتها، خلال العقود الأخيرة، بسبب الاتهامات الموجهة ضد المنتجين، المخرجين، الممثلين والإعلاميين ذو الصلة. زادت التكهنات حول الاعتداء الجنسي في مجال صناعة السينما في عام 1977، عندما غادر المخرج رومان بولانسكي الولايات المتحدة بعد إدانته بتهمة الاعتداء الجنسي على قاصر.
في عام 2017، حظيت القضية على تغطية إعلامية واسعة بعد اتهام المنتج هارفي وينشتاين بالاعتداء الجنسي على أكثر من 80 امرأة. أدت الاتهامات الموجهة لوينشتاين إلى قيام العشرات من الرجال والنساء بإدانة الاعتداءات الجنسية علناً، والذي عُرف بتأثير وينشتاين وحركة أنا أيضاً. انضم بعض الممثلين في الوسط السينمائي للاحتجاج وأصبحوا أكثر وعياً بالضحايا. لا يزال الموضوع موضع اهتمام عام للرأي العام.